# بیدیلی، سالیان
بیدیلی (به انگلیسی: Bəydili) یک روستا و دهکده در شهرستان سالیان در جمهوری آذربایجان است. جمعیت این روستا ۴۴۹ نفر است.